# Centella linifolia
Centella linifolia là một loài thực vật có hoa trong họ Hoa tán. Loài này được (L.f.) Drude mô tả khoa học đầu tiên năm 1897.